# Calle de los Huertos (Sagunto)
La calle de los Huertos es una vía pública de la ciudad española de Sagunto.

## Descripción
La vía nace de la avenida del Doctor Palos a la altura de la plaza del Cronista Chabret y discurre hasta desembocar en la avenida del País Valenciano, donde conecta con la calle de Canet Berenguer. Aparece descrita en el Nomenclator de las calles, plazas y puertas antiguas y modernas de la ciudad de Sagunto (1901) de Antonio Chabret y Fraga con las siguientes palabras:

Huertos (calle de los). Tiene un extremo en la calle de Almenara y el otro en la de los Valles. Esta denominación trae su origen de los tiempos de la reconquista, porque en esta calle radican la mayor parte de los huertos que D. Jaime I de Aragón prometió en 1238 á los caballeros de su hueste que poblaran en Murviedro. Cinco de estos huertos ocupan el área del circo romano y protegidos por los mismo muros, debidos á los hispano-romanos de la época de la decadencia de los espectáculos anitguos, que dejaron penetrar el río en aquel edificio y con el tiempo se formó un depósito de tierras y detritus, que se aprovechó para el destino que tiene actualmente. El huerto que ocupa el hemiciclo del circo, es el que llaman hort del Reto, porque antiguamente formaba parte de los bienes propios del Arcediano de Murviedro. El otro que le sigue, conocido ahora por el hort del seco, es el que cita el libro del Repartimiento con el nombre de hortus virginum, (huerto de las Vírgenes), el cual tiene al lado de su ingreso restos importantes de un sepulcro cristiano. Según refiere un pergamino del Archivo del Convento de la Merced del Puig, muchas vírgenes cristianas fueron sepultadas en aquel sepulcro, y este monumento y el contiguo huerto de las Vírgenes, fueron donados en 1255 á D. Eximen Pérez de Arenós, quien lo traspasó á la Orden de la Merced, con la condición de que había de tener perpétuamente un presbítero para que celebrara en la Iglesia que allí se había de construír bajo el nombre de Santa Marina. El trozo de la acequia mayor que corre al pie de estas ruínas, se cubrió con bóveda en 1898, y el que corresponde á las casas núms. 11 al 17, en 1773.
(Chabret y Fraga, 1901, pp. 59-60)